# Zonotrichia

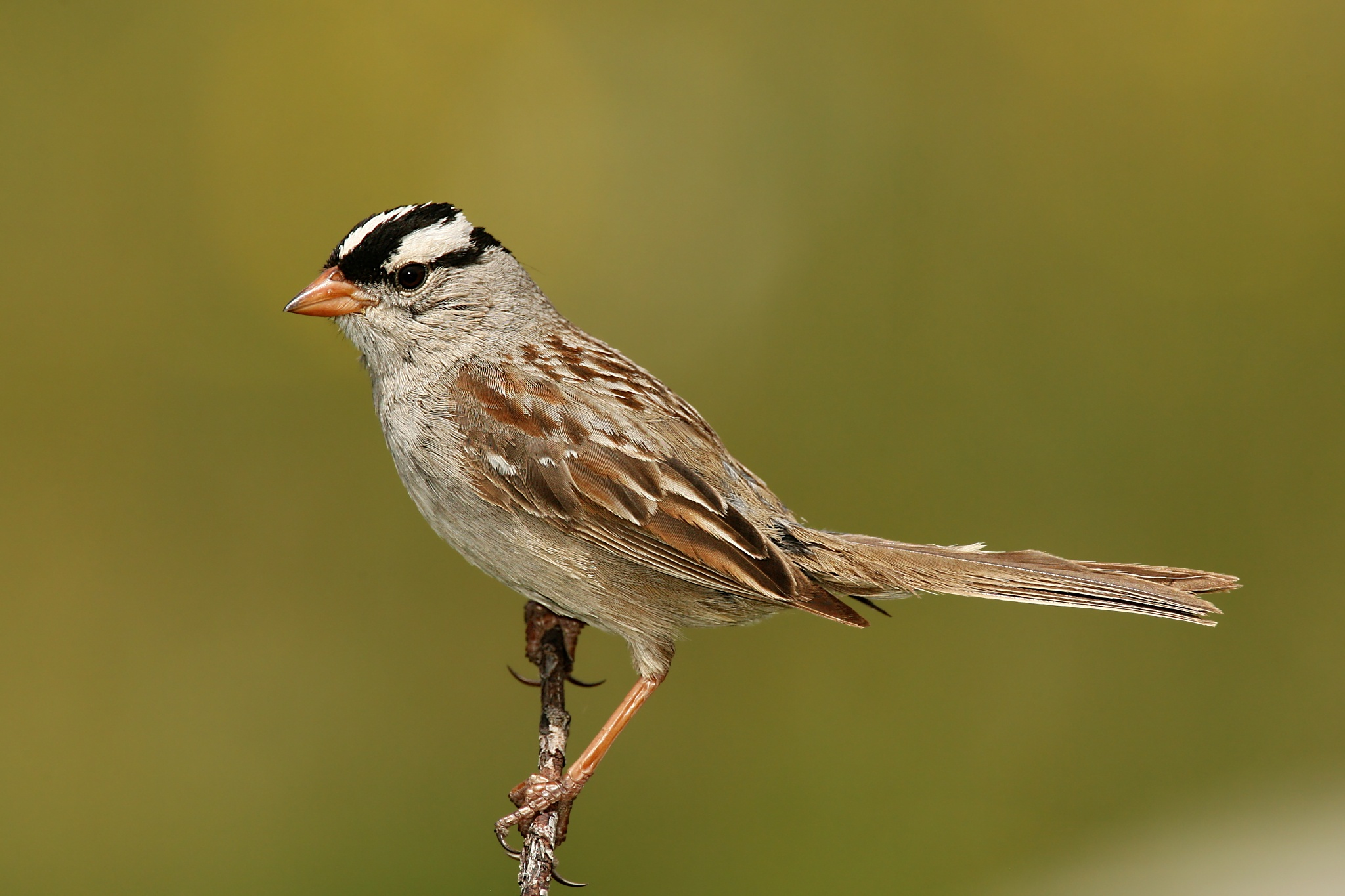
Strnadec bělokorunkatý

Zonotrichia je jeden z několika rodů strnadců; další jsou Ammodramus, Emberizoides, Embernagra, Melospiza, Passerculus, Passerella, Xenospiza a Junco. Tito strnadci žijí v Americe a samotný rod má pět zástupců. Zbarvení strnadců je většinou nevýrazné, tvořené především hnědým a bílým peřím. Živí se semeny travin, čerstvou trávou a běžně i hmyzem, například kobylkami nebo mravenci, a průměrná snůška je tři až čtyři vejce za jeden rok.

## Druhy
- Strnadec bělohrdlý
  - Strnadec bělohrdlý (Zonotrichia albicollis) je drobný strnadec s délkou těla 15 až 19 cm a rozpětím křídel okolo 23 cm. Jedná se o mírně zavalité ptáky s jednoduchým zbarvením ale výrazně žlutými nadočnicemi. Peří horních partií je hnědé s černými pruhy, dolní partie jsou bílé. Na bílé hlavě je několik černých pruhů, mezi kterými vystupují právě žluté nadočnice, které zvýrazňují i žluté duhovky. Zobák šedivý a nohy růžové. Tito ptáci žijí celoročně pouze na severovýchodním pobřeží Ameriky. Rozmnožují se v Nové Anglii a Kanadě. Dle IUCN přísluší tomuto druhu status málo dotčený (LC).
- Strnadec zlatotemenný
  - Strnadec zlatotemenný (Zonotrichia atricapilla) je další ze strnadců, délka těla těchto ptáků je 15 až 18 cm a hmotnost se pohybuje od 19 do 35 g. Samečci i samičky jsou zbarvení velmi podobně. Horní partie jsou hnědé, peří na křídlech může mít i černé pruhy. Bílé je pouze hrdlo a hruď. Na bílé hlavě je oblast s černým peřím a na ní ještě několik zářivě žlutých per, podle kterých získal druh nejen český, ale i anglický název. Blízkým příbuzným těchto ptáků je strnadec bělokorunkatý. Druh poprvé popsal J. F. Gmelin v roce 1789 a dle IUCN přísluší tomuto druhu status malá dotčený (LC).
- Strnadec ranní
  - Strnadec ranní (Zonotrichia capensis) je lehce stavěný strnadec s délkou těla 13 až 15 cm a váhou 20 až 25 g. Při pohledu ze strany je vidět malá chocholka. Druh má okolo 25 poddruhů a samečci i samičky jsou podobně zbarvení. Dolní partie jsou bílé a hřbet světle hnědý, paří na křídlech může mít na sobě i černé pruhy. Na krku je límec výrazně hnědého až oranžového peří (záleží na poddruhu) a samotná hlava je bílá s černými znaky. Oči jsou velké a žluté, zobák tmavě šedý. Obývají oblast od Mexika po extrémní Ohňovou zem. Vidět je je možné i v Hispaniole. Druh má status málo dotčený (LC) a poprvé jej popsal Philipp Ludwig Statius Müller v roce 1776.
- Strnadec bělokorunkatý
  - Strnadec bělokorunkatý (Zonotrichia leucophrys) je další ze strnadců rodu Zonotrichia. Na délku mají tito ptáci 18 cm a obecně se jedná o lehké a pohyblivé ptáky. Druh má několik poddruhů, které se liší nejen vzhledem, ale také výskytem, například poddruh Zonotrichia leucophrys nutalli obývá především území Kalifornie. Někteří jedinci se zatoulávají až do západní Evropy, například do Skotska. Dospělí jedinci mají špinavě bílé až šedé břicho a hruď a světle hnědé horní partie. Konce peří na křídlech mohou být černé. Temeno hlavy je bílé s černými pruhy. Zobák je oranžový s černou špičkou a v podobném odstínu oranžové jsou i nohy. Dle IUCN přísluší strnadci bělokorunkatému status málo dtočený (LC). Poprvé jej popsal Johann Reinhold Forster roku 1772.
- Strnadec černohrdlý
  - Strnadec černohrdlý (Zonotrichia querula) je ze všech strnadců rodu Zonotrichia nejlépe rozpoznatelný. Na délku má jejich tělo 17 až 20 cm a rozpětí křídel se pohybuje okolo 27 cm. Hmotnost je 26 až 46 g, oproti jiným strnadcům je tedy tento druh těžší a větší. Dospělí jedinci jsou zbarveni šedě až světle modře. Břicho je bílé až světle modrá a hlava kropenatě černá. Peří na křídlech může mít černé pruhy. Zobák je tmavě červený až hnědý. Mladí jedinci se od dospělých výrazně liší především tím, že šedou nebo modrou u nich z větší míry nahrazuje hnědá. Jedná se o poměrně dlouhověké ptáky, mohou se dožívat až jedenácti let. Populace těchto ptáků bývá odhadována na 3,7 milionu kusů a status dle IUCN je málo dotčený (LC). Druh poprvé popsal Thomas Nuttall roku 1840.